# Falanges Libaneses
El Partit de les Falanges Libaneses (àrab: حزب الكتائب اللبنانية, Ḥizb al-Katāʾib al-Lubnāniyya), popularment conegut com a Falanges Libaneses, Falange Libanesa o Kataeb, és un partit polític libanès d'extrema dreta fundat pel patriarca Pierre Gemayel.
El nom Kataeb és el plural de katiba que és la traducció de la unitat de combat coneguda com a falange. La raó d'aquest nom cal cercar-la en la inspiració ideològica dels seus fundadors, basada en el feixisme italià i el falangisme espanyol.
La seva denominació oficial és Partit Demòcrata Social i la pràctica majoria dels seus membres i suport social prové de l'Església maronita, confessió cristiana majoritària al Líban. Actualment defensa una política d'allunyament de Síria, front a altres organitzacions libaneses d'afiliació prosiriana com Hesbol·là.

## Història
Sorgeix l'any 1936 de la mà d'una de les famílies maronites més influents, liderada pel patriarca Pierre Gemayel. Inspirat en la Falange Espanyola de José Antonio Primo de Rivera i en el Partit Nacional Feixista de Benito Mussolini, sorgeix com a moviment nacionalista oposat a la colonització francesa del país des de bon principi, col·laborant als primers temps amb els sunnites d'Al-Nayyada. El seu lema és "Déu, Pàtria i Família".
A diferència d'altres organitzacions anticolonials de països àrabs, es consideren nacionalistes fenicistes, és a dir, defensen una identitat particular libanesa descendent del seu passat fenici. No obstant això, s'incorporaran petits grups de cristians d'altres confessions i musulmans partidaris d'un nou estat independent modern, de tipus corporatiu, allunyat del nacionalisme àrab predominant a l'Orient Mitjà.

### Després de la independència
L'afluència de refugiats palestins al Líban després de la guerra àrab-israeliana de 1948 fou interpretat per Falange com una amenaça, ja que, en ser els refugiats majoritàriament musulmans, alterarien la delicada composició multiètnica del Líban, país amb una vida política basada en l'equilibri de forces entre les diferents confessions religioses. Així, s'oposarà a l'arrelament palestí en terres libaneses així com a les activitats de l'Organització per a l'Alliberament de Palestina (OAP), aliant-se amb el govern d'Israel.
Als anys 1970, en vigílies de la Guerra Civil Libanesa, Falange fou una de les principals organitzacions armades del país. Bachir Gemayel, fill del fundador del moviment, fou l'encarregat d'absorbir a altres petites milícies cristianes que, juntament amb Falange, constituïren l'organització paramilitar Forces Libaneses.

### Guerra civil libanesa
El 1975 el moviment, que deia tenir uns 80.000 partidaris, estava en guerra oberta contra les milícies palestines del Líban i les organitzacions libaneses que les recolzaven.
El 1982, Israel envaeix el país i força la sortida de l'OAP i les altres organitzacions palestines. Bachir Gemayel, líder cristià de Falange, fou elegit president amb el suport israelià, però morí assassinat abans de prendre possessió del càrrec, al costat d'uns altres quaranta membres del seu partit, a les mans d'un agent d'intel·ligència sirià.
En revenja per l'assassinat, Falange Libanesa entrà a dos campaments de refugiats palestins la nit del 16 al 17 de setembre, i assassinaren diversos centenars de refugiats en el que es coneix com la Matança de Sabra i Xatila.
A Bachir el va succeir el seu germà Amine. Falange facilità l'ocupació del país per l'exèrcit sirià com a mitjà per a aturar la guerra, tot i que això generà en el futur importants tensions internes.

### La posguerra
Pierre Gemayel, que es mantingué com a cap de les Falanges encara que el lideratge de facto durant la guerra va correspondre al seu fill, va morir el 1984. El succeïren Elie Karameh (1984-1986) i George Saade (1986-1998).
S'accentuaren dins del partit les dissensions internes a propòsit de la presència siriana. Amine Gemayel, contrari a aquesta, abandonà el país.
Butrus Khawand, dirigent falangista oposat també a l'ocupació siriana, fou segrestat el 5 de setembre de 1992 i, pel que sembla, confinat il·legalment en el centre de detenció de Palmira, a Síria. El successor de Saade al capdavant del partit, Munir al-Hajj, intentà una aproximació a Síria que fou fortament contestada pels militants.

## La decadència del partit
A poc a poc, anà perdent influència i presència al territori per mor de diferents crisis internes, que desembocaren en escissions, provocades per:
- Predomini del braç paramilitar, les Forces Libaneses, sobre el polític durant la guerra civil, fins al punt d'acabar amb la seva autonomia.
- Permanent intromissió en el país de l'exèrcit d'Israel.
- Presència i influència de Síria.
- Aparició de nous líders i partits com Michel Aoun i el Moviment Patriòtic Lliure.
- Desaparició per diversos motius dels líders més carismàtics.

A les eleccions legislatives de 2000 es presentà Munir al-Hajj al costat del ministre d'Interior prosirià Michel Murr en una llista en la qual figuraven també membres del Partit Sirià Social Nacional (PSSN), partit libanès favorable a la reintegració del Líban a Síria i combatent durant la guerra civil contra les Forces Libaneses. Al-Hajj fou derrotat i desplaçat de la direcció del partit.
Per a succeir la direcció de Falange varen competir dos candidats: l'antisirià Amine Gemayel que tornà de l'exili, i el prosirià Karim Pakraduni. Aquest darrer fou escollit gràcies a importants ingerències sirianes en el procés electoral intern, que provocà una escissió de facto en l'organització entre partidaris d'un o altre:
- Amine Gemayel, líder del partit Kataeb Libanés, passà a integrar una coalició liderada pel partit sunnita Moviment Futur.
- Karim Pakradouni, líder del partit Partit Kataeb, s'integrà a la coalició prosiriana amb Amal, Hezbol·lah i el PSSN.

El 14 de febrer de 2005, el primer ministre Rafik Hariri fou assassinat, després que diversos polítics i periodistes d'alineació antisiriana haguessin estat assassinats en els mesos anteriors. Aquest fet va provocar el que es coneix com la Revolució dels Cedres. En aquesta etapa, els militants de Forces Libaneses mostraren una gran activitat i a l'abril l'exèrcit sirià es retirà.
A les eleccions d'entre maig i juny de 2005, la coalició de Gemayel, Moviment Futur, va obtenir 5 diputats, dos dels quals foren elegits per a la seva formació. Per altra banda, la coalició prosiriana de Pakradouni va aconseguir un sol parlamentari.
El 21 de novembre de 2006 fou assassinat un altre membre del partit i de la família Gemayel: Pierre Amine Gemayel. Els seus partidaris acusaren Síria d'estar al darrere de l'atemptat.
El 19 de setembre de 2007 Antoine Ghanem, diputat del parlament libanès i membre de Falange, fou assassinat en un atemptat amb cotxe bomba. Novament, el partit acusà Síria de la seva mort.

## Resultats electorals

### Parlament del Líban
| Any                   | Lider            | %    | Escons  | Govern   |
| --------------------- | ---------------- | ---- | ------- | -------- |
| 1947                  | Pierre Gemayel   |      | 0 / 55  |          |
| 1951                  | Pierre Gemayel   |      | 3 / 77  |          |
| 1953                  | Pierre Gemayel   |      | 1 / 44  |          |
| 1957                  | Pierre Gemayel   |      | 2 / 66  |          |
| 1960                  | Pierre Gemayel   |      | 6 / 99  |          |
| 1964                  | Pierre Gemayel   |      | 4 / 99  |          |
| 1968                  | Pierre Gemayel   |      | 9 / 99  |          |
| 1972                  | Pierre Gemayel   |      | 7 / 100 | Coalició |
| Guerra civil libanesa |                  |      |         |          |
| 1992                  | Georges Saadeh   |      | 0 / 128 | Coalició |
| 1996                  | Georges Saadeh   |      | 0 / 128 | Coalició |
| 2000                  | Mounir El Hajj   |      | 3 / 128 | Coalició |
| 2005                  | Karim Pakradouni | 1,56 | 3 / 128 | Coalició |
| 2009                  | Amine Gemayel    |      | 5 / 128 | Coalició |
| 2018                  | Samy Gemayel     | 1.82 | 3 / 128 | Oposició |
| 2022                  | Samy Gemayel     | 1.86 | 4 / 128 | TBD      |